# Gartenstadt (Album)
Gartenstadt ist das dritte Studioalbum des deutschen Rappers und Sängers Apache 207. Es erschien am 9. Juni 2023 über das Independent-Label Feder Musik.

## Hintergrund
Am 17. März 2023 kündigte Apache sein neues Album Gartenstadt durch ein großes Plakat an einem Häuserblock in Mannheim für den 9. Juni 2023 an. Das Plakat entsprach dem Albumcover. Der Name des Albums bezieht sich auf den Ludwigshafener Ortsbezirk Gartenstadt, in welchem Apache 207 aufwuchs.

## Cover
Das Cover zeigt Apache 207 vor einem Plattenbau in einem Wohnblock in Ludwigshafen-Gartenstadt. Gekleidet ist der Künstler in seinem typischen Kleidungsstil: Sonnenbrille, weißes T-Shirt in schwarzer Hose. Er raucht eine Zigarette und wirft im Gehen einen Blumenstrauß in einen Mülleimer.

## Titelliste
| Nr. | Titel                      | Text                                                                 | Musik                                                                                 | Produktion       | Länge |
| --- | -------------------------- | -------------------------------------------------------------------- | ------------------------------------------------------------------------------------- | ---------------- | ----- |
| 1.  | Was weißt du schon         | Volkan Yaman, Laurin Auth                                            | Joshua Allery, Laurin Auth, Jonas Michel                                              | Miksu / Macloud  | 3:29  |
| 2.  | Breaking Your Heart        | Volkan Yaman, Kristoffer Eriksson                                    | Lennard Oestmann, Kristoffer Eriksson                                                 | Jumpa, Kalli     | 2:50  |
| 3.  | Wenn das so bleibt         | Bojan Ivetic, Volkan Yaman                                           | Lennard Oestmann, André Neves                                                         | Jumpa, Magestick | 2:41  |
| 4.  | Ein letztes Mal            | Volkan Yaman                                                         | Lennard Oestmann, Volkan Yaman                                                        | Jumpa            | 3:08  |
| 5.  | Kurz vor 4                 | Volkan Yaman                                                         | Dogan Berken, Furkan Duran, Volkan Yaman                                              | Berky, Worst     | 2:20  |
| 6.  | Neunzig                    | Bojan Ivetic, Volkan Yaman                                           | Bojan Ivetic, Dogan Berken, Lennard Oestmann, Volkan Yaman                            | Jumpa, Berky     | 2:25  |
| 7.  | Coco Chanel                | Volkan Yaman, Bojan Ivetic, Selmo Dornor                             | Lennard Oestmann, Berken Dogan, Selmo Dornor                                          | Jumpa, Berky     | 2:50  |
| 8.  | Capri Sonne                | Volkan Yaman                                                         | Lennard Oestmann, Ramón del Castillo, Volkan Yaman                                    | Jumpa            | 2:44  |
| 9.  | Ohne Gnade                 | Bojan Ivetic, Volkan Yaman, Koda                                     | Lennard Oestmann, Koda                                                                | Jumpa            | 2:55  |
| 10. | Vorstadt                   | Volkan Yaman, Marco Tscheschlok                                      | Volkan Yaman, Lennard Oestmann, Marco Tscheschlok                                     | Jumpa            | 2:36  |
| 11. | Gefunden                   | Volkan Yaman                                                         | Berken Dogan                                                                          | Berky            | 2:36  |
| 12. | Schimmel in der Villa      | Bojan Ivetic, Volkan Yaman                                           | Bojan Ivetic, Lennard Oestmann, Ramon Pfanner, Volkan Yaman                           | Jumpa            | 3:15  |
| 13. | Geblitzt                   | Volkan Yaman                                                         | Ramón del Castillo, Lennard Oestmann, Volkan Yaman                                    | Jumpa            | 2:56  |
| 14. | Raus hier                  | Volkan Yaman                                                         | Berken Dogan, Sonu Lal                                                                | Berky, Sonus030  | 2:19  |
| 15. | Komet (mit Udo Lindenberg) | Christopher Brenner, Volkan Yaman, Udo Lindenberg, Marco Tscheschlok | Lennard Oestmann, Aris Pehlivanian, Christopher Brenner, Volkan Yaman, Udo Lindenberg | Jumpa, Sira      | 2:47  |

## Rezeption

### Rezensionen
| Professionelle Bewertungen | Professionelle Bewertungen |
| Kritiken                   | Kritiken                   |
| Quelle                     | Bewertung                  |
| -------------------------- | -------------------------- |
| laut.de                    | [ 9 ]                      |

Dominik Lippe von der Internetseite Laut.de bewertete Gartenstadt mit zwei von möglichen fünf Punkten: Auch bei diesem Album setze der Rapper auf seinen Wiedererkennungswert, der sich durch sein Erscheinungsbild und mit seiner „für Pop-Hits geschaffenen Gesangsstimme“ auszeichne. Wie der Titel des Albums bereits andeute, thematisiere es die Vergangenheit und Kindheit von Apache. Diese Darstellung sei aber als eine „Romantisierung früherer Mittellosigkeit“ zu betrachten. Gelobt wird der Produzent Jumpa für Breaking Your Heart, da „internationale Assoziationen“ geweckt würden. Laut Lippe gibt es mehrere Kritikpunkte, die zu der Bewertung des Albums führten: die Selbstverliebtheit in Breaking Your Heart, das „Rap-Image“ in Kurz vor 4 oder die Weinerlichkeit in Schimmel in der Villa. So stelle Apache 207 eine „flache, von sich selbst eingenommene Figur voller Selbstmitleid“ dar. Auch der Südwestrundfunk befand, dass Apache 207 mit Gartenstadt musikalisch keine neuen Töne anschlage und stattdessen versuche, „mit Altbewährtem [zu] überzeugen“.

### Chartplatzierungen
Gartenstadt stieg am 16. Juni 2023 auf Platz eins in die deutschen Albumcharts ein und konnte sich mit Unterbrechungen 83 Wochen in den Top 100 halten. Darüber hinaus erreichte es auch die Chartspitze der deutschsprachigen Albumcharts, die Chartspitze der Hip-Hop-Charts sowie Rang zwei der Vinylcharts. Während es in den Album- und deutschsprachigen Charts nach Treppenhaus das zweite Nummer-eins-Album für Apache 207 ist, erreichte er in den Hip-Hop-Charts nach Platte und Treppenhaus zum dritten Mal die Chartspitze. Am Jahresende belegte das Album Rang vier der deutschen Album-Jahrescharts sowie Rang 16 der Vinyl-Jahrescharts.
Am 18. Juni stieg Gartenstadt auf Position zwei in der Schweizer Hitparade ein. Am 20. Juni 2023 stieg das Album ebenfalls in den Ö3 Austria Top 40 auf der Spitzenposition ein. Apache 207 steht damit zum zweiten Mal an der österreichischen Chartspitze.
| ChartsChartplatzierungen | Höchstplatzierung | Wochen |
| ------------------------ | ----------------- | ------ |
| Deutschland (GfK)        | 1 (83 Wo.)        | 83     |
| Österreich (Ö3)          | 1 (28 Wo.)        | 28     |
| Schweiz (IFPI)           | 2 (28 Wo.)        | 28     |

| ChartsJahrescharts (2023) | Platzierung |
| ------------------------- | ----------- |
| Deutschland (GfK)         | 4           |
| Österreich (Ö3)           | 37          |
| Schweiz (IFPI)            | 26          |

| ChartsJahrescharts (2024) | Platzierung |
| ------------------------- | ----------- |
| Deutschland (GfK)         | 14          |

### Auszeichnungen für Musikverkäufe
Für mehr als 75.000 verkaufte Einheiten erhielt Gartenstadt in Deutschland im Januar 2024 eine Goldene Schallplatte.
| Land/Region        | Auszeichnungen für Musikverkäufe (Land/Region, Auszeichnung, Verkäufe) | Verkäufe |
| ------------------ | ---------------------------------------------------------------------- | -------- |
| Deutschland (BVMI) | Gold                                                                   | 75.000   |
| Insgesamt          | 1× Gold ·                                                              | 75.000   |